# نيكولاي أونغوريانو
نيكولاي أونغوريانو ، من مواليد 11 أكتوبر 1956 ، لاعب كرة قدم روماني سابق.
لعب مع منتخب رومانيا لكرة القدم.

## وصلات خارجية
- نيكولاي أونغوريانو على موقع الاتحاد الدولي (مؤرشف)  (الإنجليزية)
- نيكولاي أونغوريانو على موقع الاتحاد الأوربي (الإنجليزية)
- نيكولاي أونغوريانو على موقع قاعدة بيانات كرة القدم.إي يو (الإنجليزية)
- نيكولاي أونغوريانو على موقع ناشيونال فوتبول تيمز (الإنجليزية)
- نيكولاي أونغوريانو على موقع عالم كرة القدم.نت (الإنجليزية)